# Битка при Сена Галика
Битката при Сена Галика е морска битка през есента на 551 г., която се провежда по време на Готската война при Сена Галика (днес Сенигалия, Италия) в Средиземно море. Провежда се между флота на Остготското кралство и Източната Римска империя (Византия). Завършва с решителна победа на Източната Римска империя.

## Битката
Командири на флота на Източната Римска империя от 50 военни кораба са магистър милитум (magister militum) Йоан и Валериан. Остготските командири Индулф и Гибал командват 47 военни кораба, от които 36 потъват, а останалите след това са изгорени.
Битката е последната голяма морска битка в Средиземно море до битката при Финике, (Ликия), през 655 г.